# Pfarrkirche St. Egyden am Steinfeld

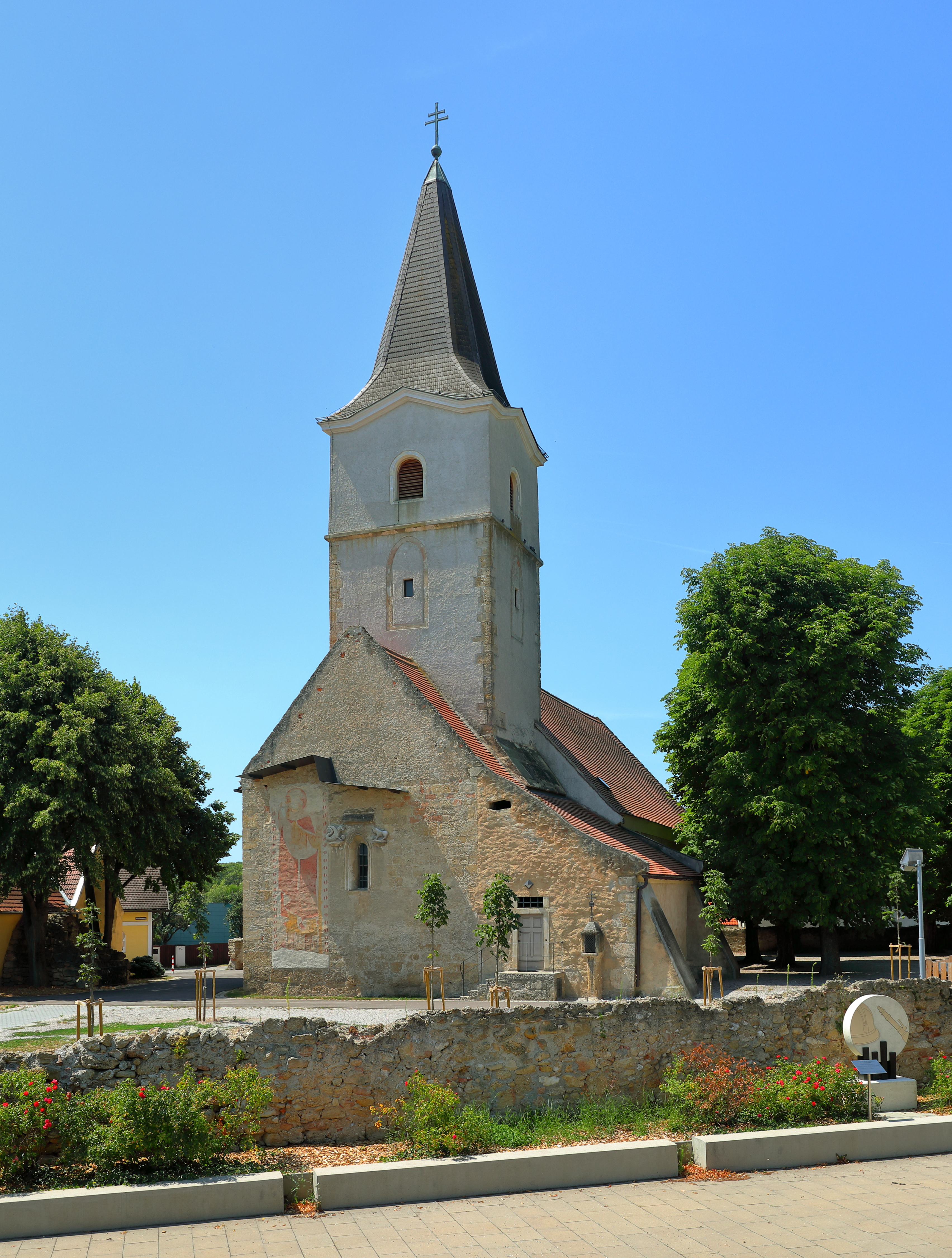
Katholische Pfarrkirche hl. Ägidius in St. Egyden am Steinfeld

Die Pfarrkirche St. Egyden am Steinfeld steht am Kirchenplatz in der Gemeinde St. Egyden am Steinfeld im Bezirk Neunkirchen in Niederösterreich. Die unter dem Patrozinium des heiligen Ägidius stehende römisch-katholische Pfarrkirche gehört zum Seelsorgeraum Steinfeld im Dekanat Wiener Neustadt im Vikariat Unter dem Wienerwald der Erzdiözese Wien. Die Kirche und der Friedhof stehen unter Denkmalschutz (Listeneintrag).

## Geschichte
1151 wird die Pfarre Steinfeld urkundlich gegründet. Diese war laut 3. Laterankonzil zur Seelsorge für ein Leprosorium vorgeschrieben. Dementsprechend wurde ein klosterartiges Gebäude und eine Leprosoriumkapelle fernab einer Siedlung am stark frequentierten Pilgerweg errichtet. Die Lepra grassierte damals stark unter den heimkehrenden Kreuzfahrern und Jerusalempilgern.

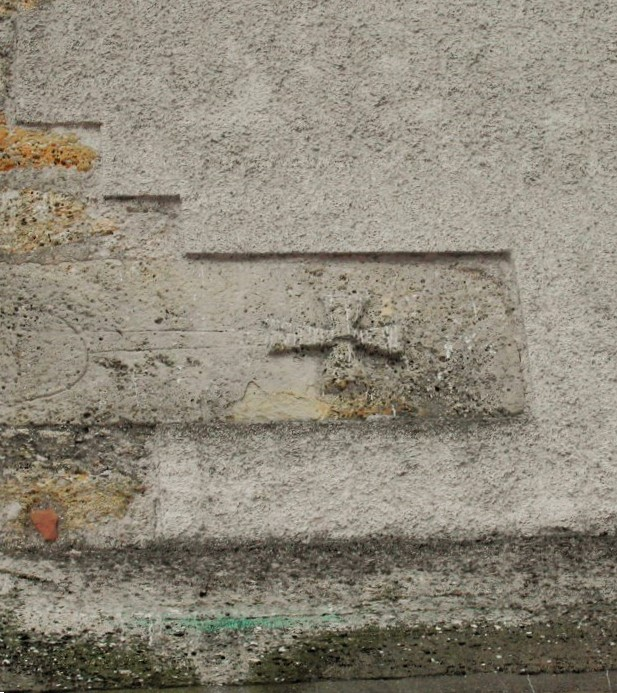
Hügelkreuzplatte mit Tatzenkreuz Kirchturm Nordseite

1170 vermachen Richer „und Sohn“ von Hainfeld ihr gesamtes Gut dem Kloster Vorau. Die Anonymität des Sohnes ist ein Hinweis auf dessen Lepraerkrankung. Unter den Zeugen ist Pilgrimus de Steinuelth, wahrscheinlich der Verwalter („Meister“) des Leprosoriums. 1180 bezeugt Mengoz de Chirchowe einen Mansen (Bauerngut) in loco qui dicitur Steinuoelt, offenbar für die Versorgung des Hospitals.
Die verstorbenen Pfleglinge des Leprosorium Steinfeld erhielten alle, wie es für Heilig-Land-Heimkehrer in ganz Europa üblich war, ein Grab mit einer Hügelkreuzplatte. Die Kreuzformen sind unterschiedlich, vereinzelt ist es ein Tatzenkreuz. Mindestens 20 dieser Artefakte sind heute noch erhalten.
Für den Betrieb des Leprosoriums wird, zusätzlich belegt durch die Tatzenkreuze und den Besitz der Kirchen St. Egyden, Grünbach und Puchberg 1285, der bei Schweickhart überlieferte Orden der Tempelritter angenommen.

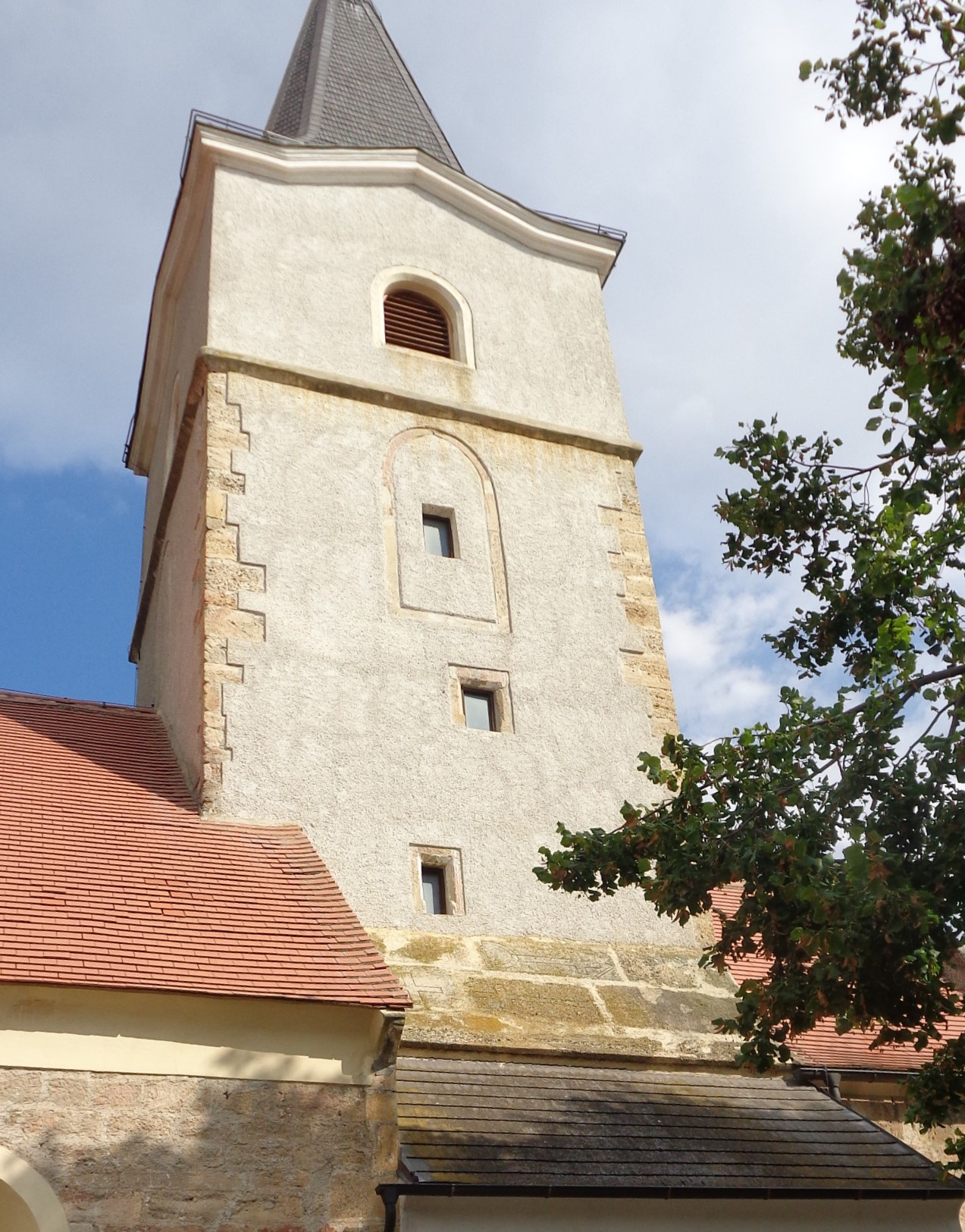
9 Hügelkreuzplatten an der Dachschräge Kirchturm Südseite

Nach Auflösung des Ordens 1308 ging die Kirche als Lehenskirche an St. Ulrich vor Wiener Neustadt, in weiterer Folge an das Diözese Wiener Neustadt.
Um 1230 wurde die Erbauung einer zentralen größeren Pfarrkirche für die angewachsene umliegende Bevölkerung aus Neusiedl, Saubersdorf, Urschendorf und Gerasdorf auf dem Areal des offenbar nicht mehr benötigten Leprosoriums nötig. Das kunstvolle Kapellentor blieb stehen, die Hügelkreuzplatten kamen in die Krypta und um 1830 an den Turm und die Dachschräge. Schweickhart erwähnt 1831 bewundernd das „Tor auf dem Friedhof“, dessen Herkunft von der Leprosoriumkapelle schon damals und bis 2024 vergessen war. Die Kirche wurde dem Hl. Aegydius, dem Schutzpatron gegen Lepra, geweiht. Der Standort „Steinfeld“ der Kirche erhielt ebenfalls den Namen St. Egyden und ist heute der Name der Großgemeinde.

## Baugeschichte

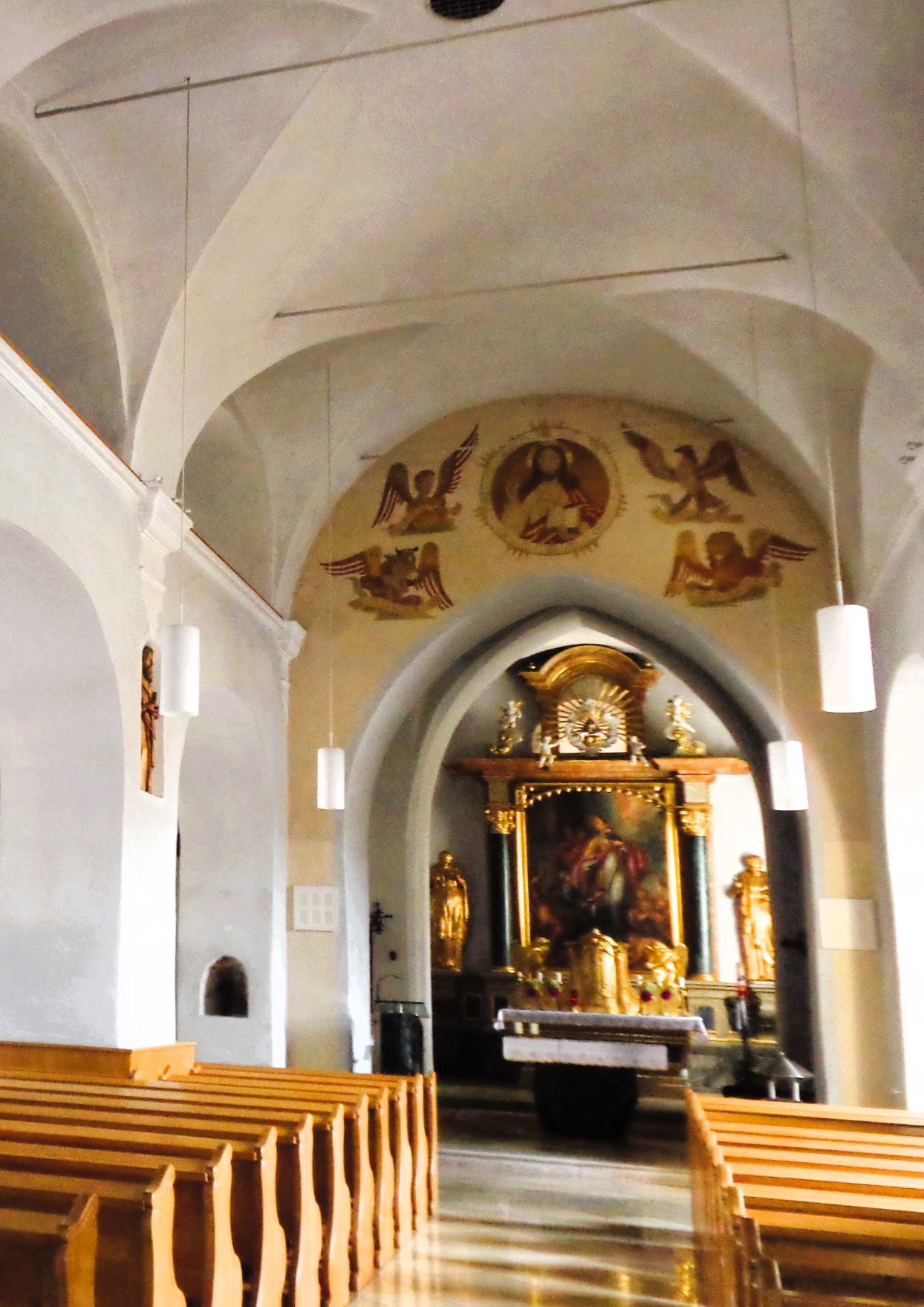
Kirchenschiff mit Hochaltar und hochliegenden Emporen beidseits

Die im Kern romanische Kirche wurde durch Zubauten und Umbauten des späten 17. und 18. und 19. Jahrhunderts verändert. Der einheitliche romanische Saalbau mit einem Rechteckchor entstand um 1230. Dem Rechteckchor wurde im 14. Jahrhundert ein gotischer Ostturm aufgesetzt. Im Türkenkrieg (1683) wurde die Kirche schwer beschädigt. Um 1700 erfolgte ein Umbau des Langhauses mit einer Vergrößerung der Fenster und der Anbau einer Sakristei nördlich am Chor, 1714 wurde die Kirche gewölbt und eine Westempore mit zwei Seitenemporen eingebaut, womit der ursprüngliche Saalraum zur dreischiffigen Emporenhalle wurde. 1799 erfolgte eine umfassende Renovierung unter dem Eigentümer vom Schloss Urschendorf Baron Emanuel Anton von Doria, der auch das Patronat über die Pfarre erlangen konnte. 1845 wurde der ursprüngliche Turmaufgang entfernt und die Sakristei erhielt einen Mauerdurchbruch zum Chor. 1850 wurde eine kleine Sakristei als Wintersakristei südlich des Chores angebaut und die nördlichen Langhausfenster verändert. 1890 wurden die südlichen Langhausfenster vergrößert. Aus 1902 stammt auch die von Johann Marcell Kauffmann erbaute Orgel. Sie verfügt über 8 Register auf einem Manual und Pedal. 1995 erfolgte eine Restaurierung der Kirche, dabei wurde ein Treppenabgang zur barocken annähernd quadratischen Gruft freigelegt.

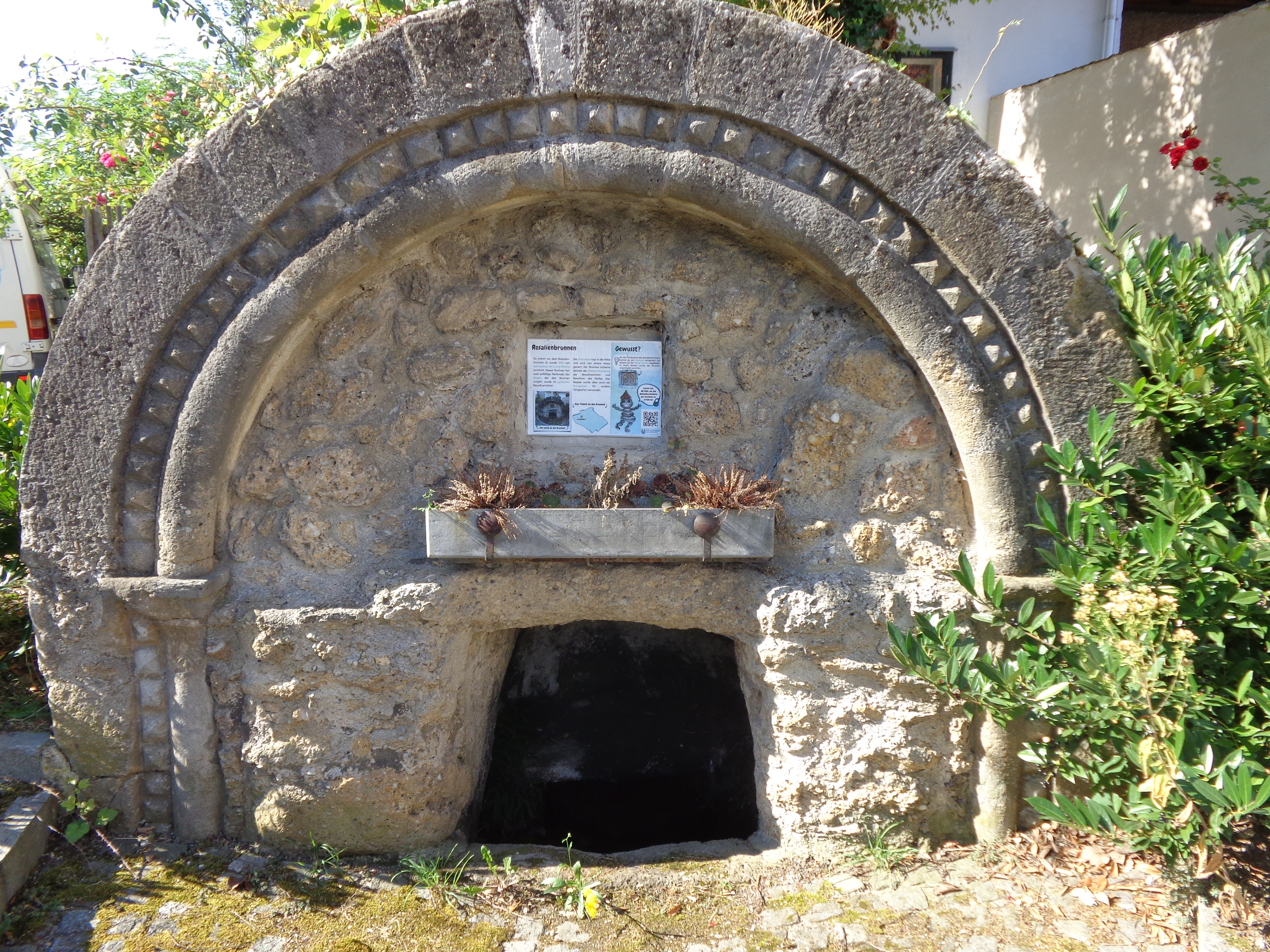
Wiederverwendung des Tors der Leprosoriumkapelle aus ca. 1151 beim Rosalienbrunnen Urschendorf

Die Pfarrkirche im ländlichen romanisch/gotischen Stil barg besondere Kunstschätze, die heute im Wiener Diözesanmuseum zu sehen sind. Ein weiteres Kleinod der mittelalterlichen Kunst ist die romanische Brunnenfassung der Rosalienquelle zu Urschendorf, zu der 1835 das Tor der ehemaligen Leprosoriumkapelle vom Friedhof St. Egyden verwendet wurde. 2002 wurde die Orgel durch Wolfgang Karner restauriert.
Die Pfarre St. Egyden am Steinfeld wechselte mit 1. September 2016 vom Dekanat Neunkirchen in das Dekanat Wiener Neustadt.